# Манхэттен-хайтс
Манхэттен-хайтс (Manhattan Heights, 高逸華軒) — 55-этажный гонконгский небоскрёб, расположенный в районе Сайвань. Построен в 2000 году по проекту архитектурной фирмы SLHO & Associates. Часть из 476 квартир продана, часть сдаётся в аренду как гостиничные номера. Клуб-хаус небоскрёба включает в свой состав открытый бассейн и фитнес-центр. Девелопером небоскрёба является компания Cheung Kong Holdings. 